# Kate Gillou
Catherine Marie Blanche "Katie" Gillou (París, 19 de febrer de 1887 - París, 16 de febrer de 1964) va ser una tennista francesa que va competir a cavall del segle xix i el segle xx.
Amb tan sols 13 anys el 1900 va prendre part en els Jocs Olímpics de París, on va disputar la prova dobles mixtos del programa de tennis, fent parella amb Pierre Verdé-Delisle. Finalitzà en cinquena posició.
El 1904, 1905, 1906 i 1908 guanyà el campionat nacional individual.

## Palmarès

### Individual: 5 (4−1)
| Resultat   | Núm. | Any  | Campionat                            | Superfície   | Oponent           | Marcador      |
| ---------- | ---- | ---- | ------------------------------------ | ------------ | ----------------- | ------------- |
| Finalista  | 1.   | 1903 | Championnat de France, París, França | Terra batuda | Adine Masson      | 0−6, 8−6, 0−6 |
| Guanyadora | 1.   | 1904 | Championnat de France                | Terra batuda | Adine Masson      |               |
| Guanyadora | 2.   | 1905 | Championnat de France                | Terra batuda | Yvonne de Pfeffel | 6−0, 11−9     |
| Guanyadora | 3.   | 1906 | Championnat de France                | Terra batuda | Virginia MacVeagh | 3−6, 7−5, 6−1 |
| Guanyadora | 4.   | 1908 | Championnat de France                | Terra batuda | A. Péan           | 6−2, 6−2      |

### Dobles femenins: 1 (1−0)
| Resultat   | Núm. | Any  | Campionat                            | Superfície   | Parella        | Oponents | Marcador |
| ---------- | ---- | ---- | ------------------------------------ | ------------ | -------------- | -------- | -------- |
| Guanyadora | 1.   | 1908 | Championnat de France, París, França | Terra batuda | Cécile Matthey |          |          |

### Dobles mixts: 2 (2−0)
| Resultat   | Núm. | Any  | Campionat                            | Superfície   | Parella     | Oponents                         | Marcador |
| ---------- | ---- | ---- | ------------------------------------ | ------------ | ----------- | -------------------------------- | -------- |
| Guanyadora | 1.   | 1904 | Championnat de France, París, França | Terra batuda | Max Décugis | Antoinette Gillou Maurice Germot |          |
| Guanyadora | 2.   | 1908 | Championnat de France                | Terra batuda | Max Décugis |                                  |          |